# ماتيو بويغ
ماتيو بويغ (بالفرنسية: Mathieu Puig)‏ (22 مايو 1978 ببيربينيا في فرنسا - ) هو لاعب كرة قدم فرنسي في مركز الدفاع. لعب مع ستاد لافال ونادي أنغوليم ونادي بولون ونادي تولوز ونادي روان.

## وصلات خارجية
- ماتيو بويغ على موقع قاعدة بيانات كرة القدم.إي يو (الإنجليزية)
- ماتيو بويغ على موقع Soccerway.com (الإنجليزية)
- ماتيو بويغ على موقع عالم كرة القدم.نت (الإنجليزية)
- ماتيو بويغ على موقع GSA (الإنجليزية)